# بايده
بايده (بالإنجليزية: Paide)‏ هي بلدة وmunicipality of Estonia تقع في إستونيا في مقاطعة يارفا. يقدر عدد سكانها بـ 8,228 نسمة ومساحتها 10.036 كم2 .

## المدن التوأمة
مدن سالدوس، هافروف وهامينا هي مدن توأمة لـبايده.

## أعلام
- تارمو نيميلو
- ايتا ايفر
- رايت كيرلز
- أرفو بارت
- ياك سالوميتس